# Listen!!
《Listen!!》是2010年日本TBS系電視動畫《K-ON!!》的片尾曲，由劇中的校園樂團「放學後TEA TIME」演唱。2010年4月28日由Pony Canyon發行單曲。分為初回限定盤和通常盤兩種版本。
「放學後TEA TIME」是指《K-ON!》中櫻高輕音部中的五位成員平澤唯、秋山澪、田井中律、琴吹紬和中野梓組成的樂團名稱，實際上演唱的是五名角色的聲優，即豐崎愛生、日笠陽子、佐藤聰美、壽美菜子和竹達彩奈。其中，這首歌的主唱是秋山澪（日笠陽子配音），其他人擔當伴唱。
和《Listen!!》作為單曲同日發售的還有片頭曲《GO! GO! MANIAC》。

## 收錄曲目
1. Listen!!
作詞：大森祥子；作曲：前澤寬之；編曲：小森茂生
電視動畫《K-ON!!》的片尾曲
2. Our MAGIC
3. Listen!!（instrumental）
4. Our MAGIC（instrumental）

## 翻唱
- Afterglow（美竹兰/佐仓绫音）：收錄在手機遊戲《BanG Dream! 少女樂團派對》，以及後於2023年4月26日發行的Afterglow 2nd 专辑《STAY GLOW》。

## 外部連結
- PONY CANYON的唱片介紹 （日語）